# Episodi de I Thunderman (quarta stagione)
La quarta e ultima stagione della serie televisiva I Thunderman è stata trasmessa per la prima volta negli Stati Uniti dal 22 ottobre 2016 al 25 maggio 2018 su Nickelodeon.
La stagione è composta da 29 episodi nella versione originale e da 32 in quella italiana, perché gli episodi Banditi, Guai in Paradiso e Il potere gemello sono stati divisi in due parti ciascuno nella versione italiana.
In Italia, è stata trasmessa in prima visione assoluta dal 27 marzo 2017 al 19 settembre 2018 su Nickelodeon, mentre in chiaro la stagione è stata mandata in onda a partire dall'11 dicembre 2017 su Super!.
| n° | Codice di prod. | Titolo originale                | Titolo italiano                     | Prima TV USA     | Prima TV Italia   |
| -- | --------------- | ------------------------------- | ----------------------------------- | ---------------- | ----------------- |
| 1  | 405             | Happy Heroween                  | I racconti di Halloween             | 22 ottobre 2016  | 30 marzo 2017     |
| 2  | 403             | Thundermans: Banished!          | Banditi (prima parte)               | 19 novembre 2016 | 27 marzo 2017     |
| 3  | 404             | Thundermans: Banished!          | Banditi (seconda parte)             | 19 novembre 2016 | 27 marzo 2017     |
| 4  | 402             | Smells Like Team Spirit         | Il profumo dello spirito di squadra | 7 gennaio 2017   | 28 marzo 2017     |
| 5  | 406             | Max to the Future               | Un gadget rivoluzionario            | 14 gennaio 2017  | 31 marzo 2017     |
| 6  | 407             | Better Off Wed                  | Un secondo matrimonio               | 21 gennaio 2017  | 3 aprile 2017     |
| 7  | 409             | Parks & T-Rex                   | Minigolf e T-rex                    | 28 gennaio 2017  | 5 aprile 2017     |
| 8  | 401             | Date of Emergency               | Appuntamento d'emergenza            | 4 febbraio 2017  | 29 marzo 2017     |
| 9  | 411             | Orange Is the New Max           | Max dà il buon esempio              | 18 febbraio 2017 | 11 settembre 2017 |
| 10 | 408             | Ditch Perfect                   | Meglio dire la verità               | 25 febbraio 2017 | 4 aprile 2017     |
| 11 | 410             | May Z-Force Be with You         | Che la Z-Force sia con te           | 4 marzo 2017     | 6 aprile 2017     |
| 12 | 414             | 21 Dump Street                  | Il rapimento di Colosso             | 3 giugno 2017    | 12 settembre 2017 |
| 13 | 415             | Super Dupers                    | Come diventare un vero supereroe    | 10 giugno 2017   | 13 settembre 2017 |
| 14 | 418             | Come What Mayhem                | I poteri di Dark Mayhem             | 17 giugno 2017   | 6 settembre 2017  |
| 15 | 420             | Thunder in Paradise             | Guai in Paradiso (prima parte)      | 24 giugno 2017   | 6 settembre 2017  |
| 16 | 421             | Thunder in Paradise             | Guai in Paradiso (seconda parte)    | 24 giugno 2017   | 6 settembre 2017  |
| 17 | 427             | Save the Past Dance             | Tieni il Tempo!                     | 18 novembre 2017 | 14 marzo 2018     |
| 18 | 417             | Z's All That                    | Addestramento parallelo             | 6 gennaio 2018   | 6 marzo 2018      |
| 19 | 430             | Can's Hardly Date               | Un sogno da rock star               | 13 gennaio 2018  | 26 giugno 2018    |
| 20 | 416             | Revenge of the Smith            | La rivincita di Smith               | 20 gennaio 2018  | 5 marzo 2018      |
| 21 | 424             | Nowhere to Slide                | Scuola di sopravvivenza             | 27 gennaio 2018  | 9 marzo 2018      |
| 22 | 419             | Significant Brother             | Un fratello ingombrante             | 3 febbraio 2018  | 7 marzo 2018      |
| 23 | 423             | Rhythm n' Shoes                 | Selfie con celebrità                | 17 febbraio 2018 | 8 marzo 2018      |
| 24 | 431             | Make It Pop Pop                 | Arrivano i nonni!                   | 24 febbraio 2018 | 27 giugno 2018    |
| 25 | 425             | Side-Kicking and Screaming      | I due volti dell'assistente         | 3 marzo 2018     | 12 marzo 2018     |
| 26 | 426             | Cookie Mistake                  | Il biscotto conteso                 | 10 marzo 2018    | 13 marzo 2018     |
| 27 | 432             | All the President's Thunder-Men | La torta presidenziale              | 17 marzo 2018    | 28 giugno 2018    |
| 28 | 428             | Mad Max: Beyond Thunderhome     | Una lezione per i gemelli           | 25 maggio 2018   | 25 giugno 2018    |
| 29 | 429             | The Thundredth                  | Il Thundercentesimo                 | 25 maggio 2018   | 25 giugno 2018    |
| 30 | 422             | Looperheroes                    | Una giornata interminabile          | 25 maggio 2018   | 29 giugno 2018    |
| 31 | 412             | The Thunder Games               | Il potere gemello (prima parte)     | 25 maggio 2018   | 19 settembre 2018 |
| 32 | 413             | The Thunder Games               | Il potere gemello (seconda parte)   | 25 maggio 2018   | 19 settembre 2018 |

## I racconti di Halloween
- Titolo originale: Happy Heroween
- Diretto da: Eric Dean Seaton
- Scritto da: Wesley Jermaine Johnson e Scott Ricardo Taylor (accreditato come Scott Taylor)

### Trama
È la notte di Halloween e Max e Phoebe stanno per andare ad una festa. Un improvviso temporale però fa saltare la corrente.

## Banditi (prima parte)
- Titolo originale: Thundermans: Banished!
- Diretto da: Jonathan Judge
- Scritto da: Dan Serafin e Jed Spingarn

### Trama
La Z-Force, un gruppo d'elite all'interno della Lega dei Supereroi, vuole tenere sotto osservazione Phoebe per valutare il suo ingresso tra le loro file. La presidente Kickbutt esilia i Thunderman in Antartide e concede alla famiglia Falconman di trasferirsi nella loro ex casa di Hiddenville.

## Banditi (seconda parte)
- Titolo originale: Thundermans: Banished!
- Diretto da: Jonathan Judge
- Scritto da: Dan Serafin e Jed Spingarn

## Il profumo dello spirito di squadra
- Titolo originale: Smells Like Team Spirit
- Diretto da: Eric Dean Seaton
- Scritto da: Sean W. Cunningham e Marc Dworkin

### Trama
Max e Phoebe vogliono entrare nella Z-Force, un prestigioso e ristretto gruppo delle lega dei supereroi.

## Un gadget rivoluzionario
- Titolo originale: Max to the Future
- Diretto da: Trevor Kirschner
- Scritto da: Dicky Murphy

### Trama
Max, per dimostrare a Phoebe che sa costruire gadget, inventa una macchina che prevede i crimini.

## Un secondo matrimonio
- Titolo originale: Better Off Wed
- Diretto da: Lynn M. McCracken
- Scritto da: Jeny Quine

### Trama
È il ventesimo anniversario di matrimonio di Barb e Hank. Phoebe, Max, Billy, Nora e Chloe decidono di regalar loro una nuova, indimenticabile cerimonia. Ma Colosso vuole rovinare tutto.

## Minigolf e T-Rex
- Titolo originale: Parks & T-Rex
- Diretto da: Leonard R. Garner Jr.
- Scritto da: Genna Ryan

### Trama
Phoebe, rendendosi conto che sta saltando tanti momenti in famiglia per allenarsi per la Z-Force, decide di portare la famiglia al minigolf preistorico. Intanto il Dottor. Colosso finge di essere malato per farsi viziare da Max.

## Appuntamento d'emergenza
- Titolo originale: Date of Emergency
- Diretto da: Eric Dean Seaton
- Scritto da: Lisa Muse Bryant

### Trama
Phoebe vorrebbe farsi un selfie all' 'albero del cuore', ma non ha un fidanzato.

## Max dà il buon esempio
- Titolo originale: Orange Is the New Max
- Diretto da: Trevor Kirschner
- Scritto da: Keith Wagner

### Trama
La presidente Kickbutt invia Max al riformatorio di Metroburg perché vuole dimostrare a tre piccoli delinquenti che si può smettere di essere malvagi ma lui a fine episodio torna cattivo.

## Meglio dire la verità
- Titolo originale: Ditch Perfect
- Diretto da: Trevor Kirschner
- Scritto da: Chase Heinrich

### Trama
Max vorrebbe farsi cacciare dalla band per dedicarsi esclusivamente agli allenamenti della Z-Force.

## Che la Z-Force sia con te
- Titolo originale: May Z-Force Be with You
- Diretto da: Robbie Countryman
- Scritto da: Marc Dworkin

### Trama
Max e Phoebe devono sostenere un importante colloquio con un esaminatore della Z-Force. Quest'ultima, però, incorre in un infortunio.

## Il rapimento di Colosso
- Titolo originale: 21 Dump Street
- Diretto da: Robbie Countryman
- Scritto da: Lisa Muse Bryant

### Trama
Max è stato lasciato da Allison e, completamente allo sbando, si trascina per casa facendosi scorpacciate di pizza col dottor Colosso. Phoebe, per consolarlo, porta a casa una ragazza di nome Molly, che fa parte dei Green Teens e ha le stesse passioni di Allison. Sfortunatamente la nuova "fidanzata" di Max, rapisce Colosso per metterlo in adozione.

## Come diventare un vero supereroe
- Titolo originale: Super Dupers
- Diretto da: Leonard R. Garner Jr.
- Scritto da: Dicky Murphy

### Trama
Gideon si illude di avere i superpoteri quando Phoebe  usa le  sue  capacità telecinetiche per aumentare la sua autostima.

## I poteri di Dark Mayhem
- Titolo originale: Come What Mayhem
- Diretto da: Jonathan Judge
- Scritto da: Sean W. Cunningham e Marc Dworkin

### Trama
Phoebe e Max devono disinnescare una puzzo-bomba nell'auditorium della premiazione dei 'Supe Awards'. Phoebe, per evitare che Max combini un disastro, aspira i poteri di Dark Mayhem. Ma, a missione compiuta, quando tenterà di ritrasferire i poteri nella sfera, la ragazza scopre che non può più toglierseli.

## Guai in Paradiso (prima parte)
- Titolo originale: Thunder in Paradise
- Diretto da: Jonathan Judge
- Scritto da: Dan Serafin e Jed Spingarn

### Trama
Vacanza alle Hawaii per i Thunderman! Mentre Phoebe, divenuta cattiva, cerca di mettere in atto il piano diabolico di Dark Mayhem... Giunti in albergo però incappano in una serie di disavventure!

## Guai in Paradiso (seconda parte)
- Titolo originale: Thunder in Paradise
- Diretto da: Jonathan Judge
- Scritto da: Dan Serafin e Jed Spingarn

## Tieni il Tempo!
- Titolo originale: Save the Past Dance
- Diretto da: Robbie Countryman
- Scritto da: Anthony Q. Farrell

### Trama
Non credendo a una storia sul passato di Hiddenville, i ragazzi Thunderman tornano nel 1955 per scoprire la verità, ma per errore cambiano il futuro.

## Addestramento parallelo
- Titolo originale: Z's All That
- Diretto da: Trevor Kirschner
- Scritto da: Wesley Jermaine Johnson e Scott Taylor

### Trama
Phoebe e Max fanno da mentori a Nora per aiutarla a sviluppare i poteri da supereroina, ma si pentono presto di avere scelto la sorella quando scoprono i poteri di Billy.

## Un sogno da rock-star
- Titolo originale: Can't Hardly Date
- Diretto da: Jody Margolin Hahn
- Scritto da: Dicky Murphy

### Trama
Phoebe e Max vorrebbero liberarsi dei loro rispettivi importuni corteggiatori, Gideon e Sarah, ed escogitano un piano per farli mettere insieme.

## La rivincita di Smith
- Titolo originale: Revenge of the Smith
- Diretto da: Trevor Kirschner
- Scritto da: Anthony Q. Farrell

### Trama
Phoebe e Max sono onorati quando la scuola annuncia che realizzerà un dipinto in loro onore su una parete della palestra, ma l'artista li raffigura come cattivi.

## Scuola di sopravvivenza
- Titolo originale: Nowhere to Slide
- Diretto da: Jody Margolin Hahn
- Scritto da: Genna Ryan

### Trama
Provocati da Barb che non li ritiene in grado, Hank e i suoi due figli maschi decidono di passare una notte accampandosi nel bosco.

## Un fratello ingombrante
- Titolo originale: Significant Brother
- Diretto da: Eric Dean Seaton
- Scritto da: Chase Heinrich e Micah Steinberg

### Trama
C'è amore nell'aria quando Phoebe incontra Perry, il fratello di Cherry in visita in città. Quando Cherry la prega di non uscire con lui, Phoebe deve fare una scelta.

## Selfie con celebrità
- Titolo originale: Rhythm n' Shoes
- Diretto da: Carl Lauten
- Scritto da: Nora Sullivan

### Trama
Phoebe, Cherry e Max cercano di vincere un concorso social media a cui partecipa la cantante pop Cheyanne, che si dovrà esibire alla Hiddenville High School.

## Arrivano i nonni!
- Titolo originale: Make It Pop Pop
- Diretto da: Trevor Kirschner
- Scritto da: Chase Heinrich e Micah Steinberg

### Trama
Nana e Pop-Pop, i nonni dei Thunderman, vengono a fare visita. Le regole del nonno però vietano i supercattivi, così Colosso e Max sono mandati nella zona di detenzione.

## I due volti dell'assistente
- Titolo originale: Side-Kicking and Screaming
- Diretto da: Trevor Kirschner
- Scritto da: Lisa Muse Bryant

### Trama
Phoebe e Max ingaggiano Assista-Boy, l'ex assistente dei genitori, per alleggerire il loro carico di lavoro, ma i battibecchi dei ragazzi lo trasformano in un mostro.

## Il biscotto conteso
- Titolo originale: Cookie Mistake
- Diretto da: Trevor Kirschner
- Scritto da: Marc Dworkin

### Trama
Phoebe sceglie Billy come ospite per una degustazione alla fabbrica di biscotti, ma Max e Nora cercano di infiltrarsi. Hank prepara Chloe a un concorso di bellezza.

## La torta presidenziale
- Titolo originale: All the President's Thunder-Men
- Diretto da: Eric Dean Seaton
- Scritto da: Sona Panos

### Trama
Esasperata dalle continue richieste di Max e Phoebe, la signora Kickbutt cede a Hank la presidenza della 'Lega degli Eroi'.

## Una lezione per i gemelli
- Titolo originale: Mad Max: Beyond Thunderhome
- Diretto da: Trevor Kirschner
- Scritto da: Wesley Jermaine Johnson e Scott Taylor

### Trama
Max ha deciso di costruire un turbo-idromassaggio nel suo rifugio, ma si scontra con il divieto dei genitori.

## Il Thundercentesimo
- Titolo originale: The Thundredth
- Diretto da: Eric Dean Seaton
- Scritto da: Jed Spingarn

### Trama
Phoebe e Max sono felici per il loro centesimo salvataggio da supereroi, specialmente quando scoprono che la Lega degli eroi ha fatto un film sul centesimo dei genitori.

## Una giornata interminabile
- Titolo originale: Looperheroes
- Diretto da: Jonathan Judge
- Scritto da: David Hoge e Dan Cross

### Trama
È il mattino in cui i gemelli Thunderman sapranno se sono stati ammessi alla Z-Force. I due si svegliano con comprensibile trepidazione!

## Il potere gemello (prima parte)
- Titolo originale: The Thunder Games
- Diretto da: Jonathan Judge
- Scritto da: Jed Spingarn

### Trama
Phoebe e Max sono ammessi al concorso per entrare nella Z-Force e devono vedersela con un gruppo di agguerriti concorrenti... Balfour, il figlio di Colosso, fa ritornare umano il padre e, grazie ai suoi nanochip, tiene in scacco l'intera famiglia Thunderman.

## Il potere gemello (seconda parte)
- Titolo originale: The Thunder Games
- Diretto da: Jonathan Judge
- Scritto da: Dan Serafin